# Luminarism
Luminarism (av latinets lumen: ljus) är en stilriktning som uppstod i Frankrike på 1870-talet och innebär överdrivet klärobskyrmåleri med starka skugg- och motljuseffekter, vilka uppnås genom undermålning med asfalt.
Riktningen utgick från Corot, Daumier och Barbizonskolan och företräds bland annat av skandinaviska skymningsmålarna på 1890-talet.